# Changde
Changde (常德; pinyin: Chángdé), tidligere Langzhou, er en kinesisk by på præfekturniveau i provinsen Hunan i det sydlige Kina beliggende ved floden Yuanjiang, der er en biflod til Yangtzefloden . Præfekturet har et areal på 18.190 km² og en befolkning på 6.120.000 mennesker (2007).
Byen et administrativt center og et lager- og udskibningssted for olie, korn, bomuld, medicinske urter, tekstiler, læder og forædlede madvarer. 
Changde har over 500 arkæologiske fundsteder fra stenalderen. 

## Administrative enheder
Changde består af to bydistrikter, et byamt og seks amter:
- Bydistriktet Wuling – 武陵区 Wǔlíng Qū ;
- Bydistriktet Dingcheng – 鼎城区 Dǐngchēng Qū ;
- Byamtet Jinshi – 津市市 Jīnshì Shì ;
- Amtet Anxiang – 安乡县 Ānxiāng Xiàn ;
- Amtet Hanshou – 汉寿县 Hànshòu Xiàn ;
- Amtet Li – 澧县 Lǐ Xiàn ;
- Amtet Linli – 临澧县 Línlǐ Xiàn ;
- Amtet Taoyuan – 桃源县 Táoyuán Xiàn ;
- Amtet Shimen – 石门县 Shímén Xiàn.

## Historie
Byen blev grundlagt under Han-dynastiet. Den har en flodhavn, og var i 1800-tallet en af de mange traktatbyer som blev tvunget til at åbne sig for udenrigshandel efter opiumskrigene. 
Ved Slaget ved Changde i 1943 blev der benyttet kemiske og biologiske våben. I 1975 blev byen hårdt ramt af tyfonen Nina.

## Trafik
Kinas rigsvej 207 løber gennem præfekturet, gennem amterne Li og Linli, og selve byen Changde. Vejen begynder i Xilinhot i Indre Mongoliet nær grænsen til Mongoliet, løber mod syd og ender i Hai'an, en by som ligger i amtet Xuwen sydligt på Leizhouhalvøen i provinsen Guangdong.